# Лебединый (Якутия)
Лебеди́ный — посёлок городского типа в Алданском районе Республики Якутия России.
Население — 905 чел. (2023).
Расстояние до центра Улуса Алдана — 24 км.

## История
Возник в 1927 году в связи с открытием и разработкой месторождений золота.
Указом Президиума Верховного Совета РСФСР от 13 февраля 1942 года отнесен в разряд рабочих поселков населённый пункт Верхне-Сталинск Алданского района Алданского округа Якутской АССР, с сохранением за ним прежнего наименования.
В 1962 году указом Президиума Верховного Совета РСФСР посёлок Верхний Сталинск переименован в посёлок Лебединый.
Население занято в основных и вспомогательных производствах рудника «Лебединый. Архивировано из оригинала 23 апреля 2012 года.».
После открытия богатых рудных залежей в начале 1930-х годов на Лебедином были построены первая временная амальгационная фабрика, трансформаторная подстанция, стало строиться жилье, появились школа, клуб, впоследствии — прекрасный профилакторий, детский сад с бассейном. Основная часть населения была занята на Лебединской золотоизвлекательной фабрике, на базе которой в 1991 году была создана артель «Лебединец», просуществовавшая недолго. Из-за отсутствия рабочих мест население поселка значительно сократилось. Сегодня здесь действуют предприятия жилищно-коммунального хозяйства, амбулатория, почта, детский сад, школа, психоневрологический диспансер, спортивная лыжная база, детская площадка.

## Климат
| Показатель                                                                          | Янв. | Фев. | Март | Апр. | Май | Июнь | Июль | Авг. | Сен. | Окт. | Нояб. | Дек. | Год |
| ----------------------------------------------------------------------------------- | ---- | ---- | ---- | ---- | --- | ---- | ---- | ---- | ---- | ---- | ----- | ---- | --- |
| Норма осадков, мм                                                                   | 22   | 19   | 42   | 69   | 97  | 50   | 99   | 93   | 104  | 61   | 27    | 22   | 705 |
| Источник: Погода в Лебедином в январе. yandex.ru. Дата обращения: 18 сентября 2020. |      |      |      |      |     |      |      |      |      |      |       |      |     |

## Население
| 1979  | 1989  | 2002  | 2009  | 2010  | 2012  | 2013  |
| ----- | ----- | ----- | ----- | ----- | ----- | ----- |
| 2308  | ↗2345 | ↘1254 | ↘1144 | ↘1058 | ↘1056 | ↘1046 |
| 2014  | 2015  | 2016  | 2017  | 2018  | 2019  | 2020  |
| ↘1024 | ↘994  | ↘993  | ↘977  | ↗991  | ↘944  | ↘939  |
| 2021  | 2023  |       |       |       |       |       |
| ↘935  | ↘905  |       |       |       |       |       |